# 238

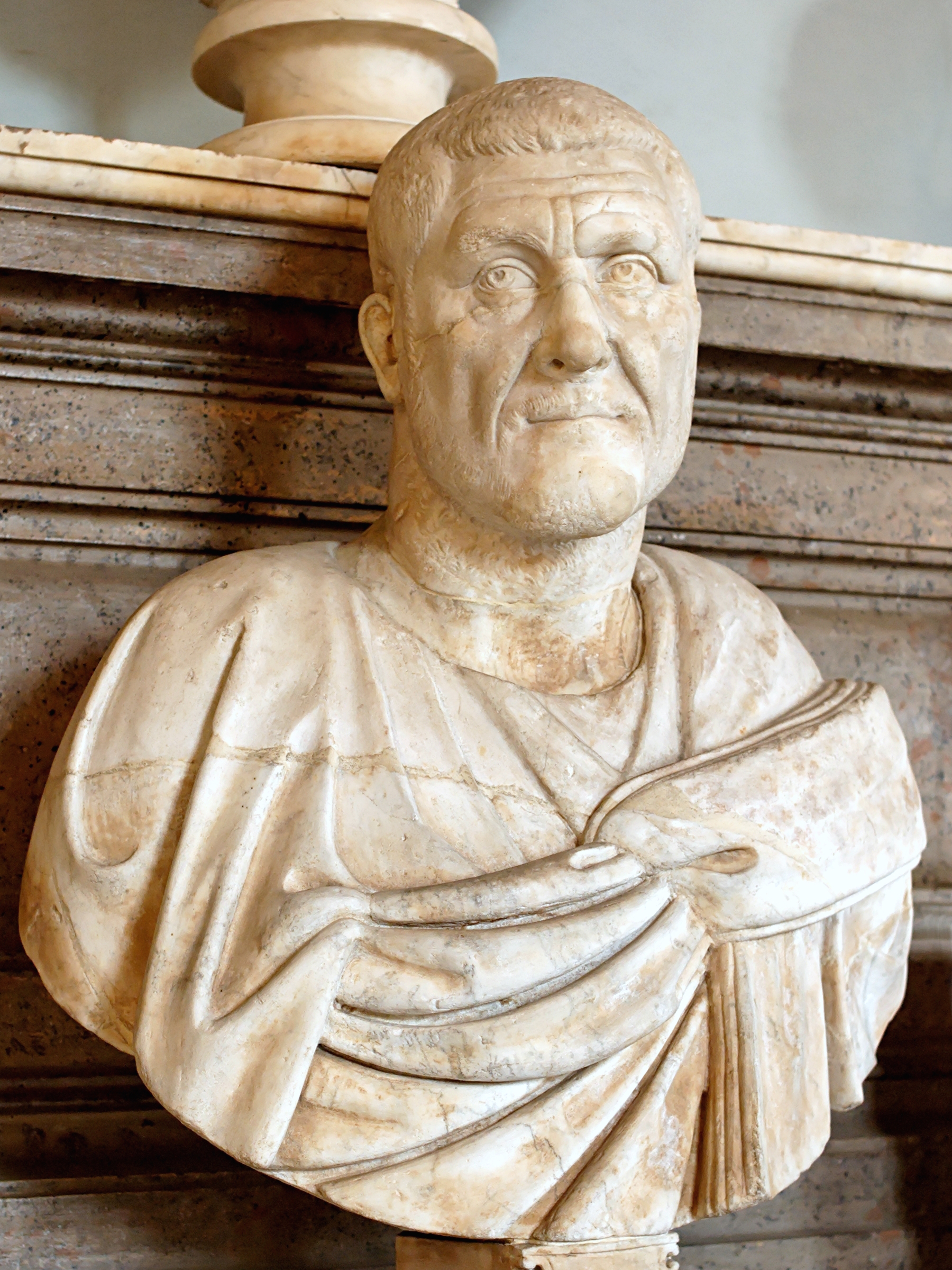
Maximino Trácio

| Calendário gregoriano                                                        | 238 CCXXXVIII                   |
| Ab urbe condita                                                              | 991                             |
| Calendário arménio                                                           | -314 – -313                     |
| Calendário bahá'í                                                            | -1606 – -1605                   |
| Calendário budista                                                           | 782                             |
| Calendário chinês                                                            | 2934 – 2935                     |
| Calendário copta                                                             | -46 – -45                       |
| Calendário etíope                                                            | 230 – 231                       |
| Calendários hindus - Vikram Samvat - Calendário nacional indiano - Cáli Iuga | 293 – 294 159 – 160 3338 – 3339 |
| Calendário Holoceno                                                          | 10238                           |
| Calendário islâmico                                                          | 396 BH – 395 BH                 |
| Calendário judaico                                                           | 3998 – 3999                     |
| Calendário persa                                                             | 384 BP – 383 BP                 |
| Calendário rúnico                                                            | 488                             |
| Calendário solar tailandês                                                   | 781                             |

238 (CCXXXVIII na numeração romana) foi um ano comum do século III do Calendário Juliano, da Era de Cristo, a sua letra dominical foi G (52 semanas), teve início e fim numa segunda-feira.
| Ano completo                         |
| ------------------------------------ |
| Ano comum com início à segunda-feira |

## Eventos
- Censorino escreve o livro De Die Natali.[1]

## Mortes
- Maximino Trácio (imagem), Imperador romano (n. 173) [carece de fontes?]